# Cem Özdemir
Cem Özdemir (IPA: [ˌʤɛm ˈœzdɛmir]) (Bad Urach, 21 dicembre 1965) è un politico tedesco di origini turche, ministro dell'alimentazione e dell'agricoltura dall'8 dicembre 2021 al 6 maggio 2025 nel governo Scholz.
È stato a capo del partito Alleanza 90/I Verdi assieme a Claudia Roth dal 2008 fino al 2018 ed è stato membro del Parlamento europeo dal 2004 al 2009.

## Carriera politica
Nato a Bad Urach, nel Baden-Württemberg, il 21 settembre 1965 da genitori turchi di etnia circassa, giunti in Germania nel 1960, Özdemir fa parte del partito tedesco dei Verdi dal 1981. Dal 1989 al 1994, è stato membro del consiglio regionale del partito nello stato federale del Baden-Württemberg. È stato eletto al Parlamento federale nel 1994, primo immigrato di seconda generazione ad essere rappresentato nel Parlamento tedesco (ha ottenuto la cittadinanza tedesca nel 1983).
Nel 2008, Özdemir è stato eletto a capo del partito dei Verdi. Spesso è indicato come l'Obama tedesco. L'8 dicembre 2021 è stato eletto Ministro dell'Agricoltura del Governo tedesco, guidato dal nuovo Cancelliere Olaf Scholz.
Il 16 dicembre 2020 ha patrocinato la causa di Kacjaryna Barysevič come prigioniera politica.

## Vita personale
Definitosi un musulmano laico, Özdemir è sposato con Pía María Castro, una giornalista argentina, dalla quale ha avuto una figlia e un figlio. Oltre al tedesco ed al dialetto svevo, parla fluentemente il turco e l'inglese.